# محبت

دو کودک محبت خود را نشان می‌دهند.

محبت، مهرورزی یا علاقه (به انگلیسی: affection) «روحیه یا حالت روحی یا جسمی» است که اغلب با احساس یا نوعی عشق همراه است، خود اسم محبت پسرانه است و در این موارد اسم محبته می‌تواند برای مؤنث استفاده شود، اما این احساس و عشق سبب به ایجاد شاخه‌هایی در فلسفه و روان‌شناسی در مورد احساسات و همچنین بیماری و تأثیرگذاری شده‌است. «محبت» به‌طور عام به معنی احساس یا نوع عشق استفاده می‌شود که از حسن نیت یا دوستی فراتر می‌رود. نویسندگان اخلاق عموماً از این کلمه برای اشاره به حالت خاص احساسیِ پایدار و متناوب استفاده می‌کنند. برخی افراد محبت را با توجه به ویژگی رها بودن از عنصر خاص شهوانی، از اشتیاق تمییز می‌دهند.
حتی یک ابراز محبت بسیار ساده می‌تواند طیف گسترده‌ای از واکنش‌های احساسی را به همراه داشته باشد: از خجالت گرفته، تا انزجار، لذت و آزار. محبت همچنین تأثیر فیزیکی متفاوتی بر دهنده و گیرنده دارد.

## تعریف محدود

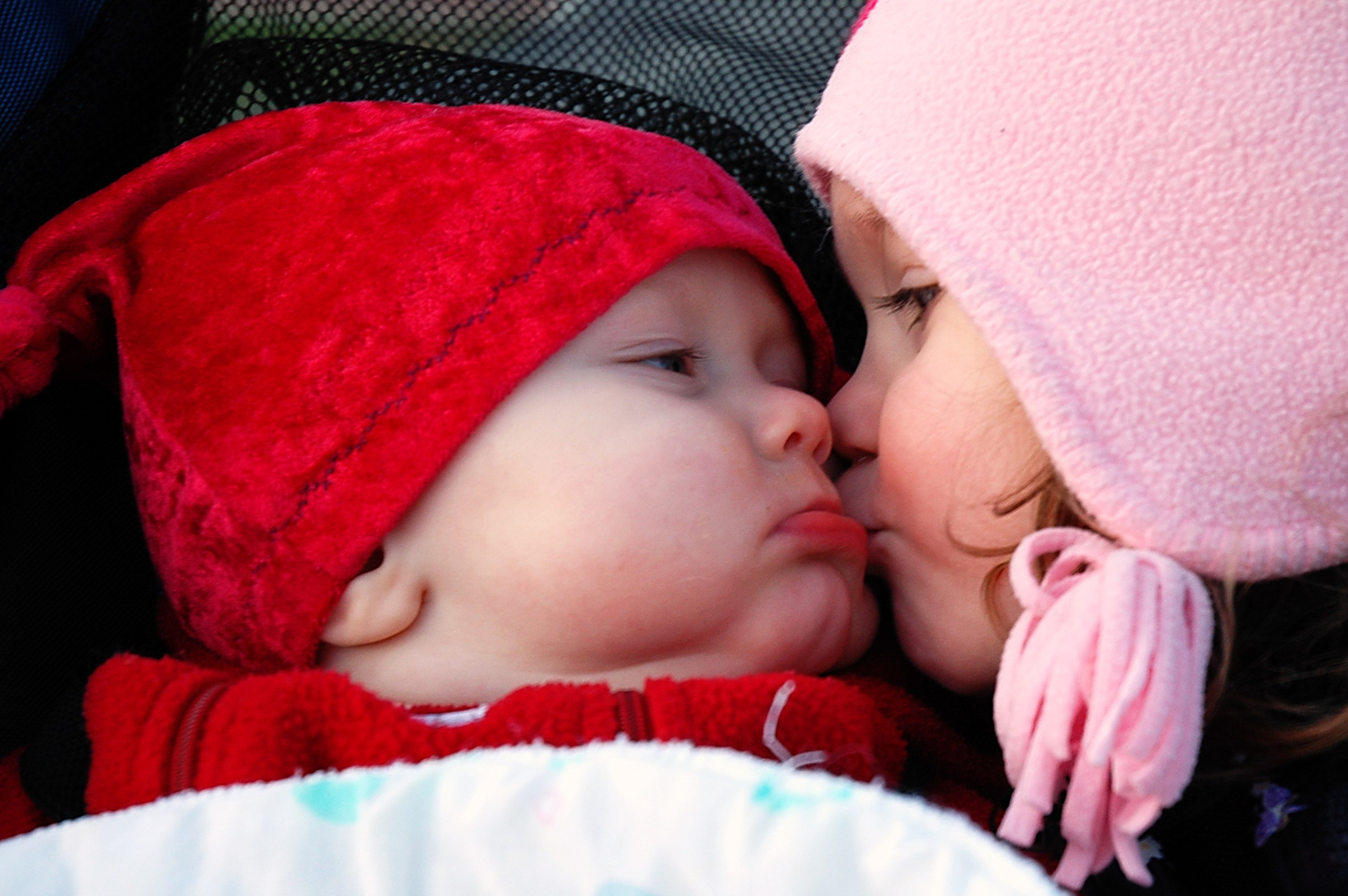
دختربچه‌ای، گونهٔ نوزاد را می‌بوسد.

به‌طور دقیق‌تر، این کلمه به هیجانی محدود شده که مخاطب آن یک موجود زنده مانند انسان یا حیوان است. محبت با اشتیاق (به انگلیسی: passion) مقایسه می‌شود که از «پاتوس» یونانی گرفته شده‌است. در نوشته‌های رنه دکارت فیلسوف فرانسوی، باروخ اسپینوزا فیلسوف هلندی، و بیشتر نوشته‌های اولین اخلاق‌شناسان انگلیسی این‌گونه به چشم می‌خورد. با این حال، به دلایل مختلف (به‌عنوان مثال، این‌که این حس شامل اضطراب یا هیجان نیست و نسبتاً ثابت و سازگار با نبودِ کلی عنصر جسمانی لذت‌بخش است)، محبت عموماً از اشتیاق متمایز می‌شود. در این مفهوم محدودتر، این کلمه نقش مهمی در سامانه‌های اخلاقی ایفا کرده‌است که در آن‌ها از محبت‌های اجتماعی یا وابسته به پدر و مادر، به‌عنوان بخشی از تعهدهای اخلاقی صحبت می‌شود.

## ابراز محبت
محبت را می‌توان با نگاه، واژگان، حرکات یا لمس بروز داد. محبت، عشق و ارتباط اجتماعی را منتقل می‌کند. پنج زبان ابراز عشق، عمیقاً توضیح می‌دهند که چگونه زوج‌ها می‌توانند به یکدیگر ابراز محبت کنند. رفتار محبت‌آمیز ممکن است از رفتار پرورشی پدر و مادر به دلیل ارتباط آن با پاداش هورمونی شکل گرفته باشد. چنین محبت‌هایی بر رشد مغز نوزادان، به ویژه سیست‌های بیوشیمیایی و رشد پیشانی آن‌ها تأثیر می‌گذارد. اگر ابراز محبت، تهدید ضمنی برای سلامتی فرد به همراه داشته باشد، ممکن است ناخوشایند تلقی شود. در صورت خوشایند بودن، رفتار محبت‌آمیز ممکن است با مزایای سلامتی مختلفی همراه باشد. پیشنهاد شده‌است که احساسات مثبت، گرایش افراد به تعامل را افزایش می‌دهد و آشنایی حاصل از محبت، احساسات مثبت را در بین آن‌ها بیش‌تر می‌کند.

### فواید محبت
تبادل محبت، یک رفتار سازگارانهٔ انسانی تلقی می‌شود که به رفاه بیش‌تر جسمی و روانی کمک می‌کند. ابراز محبت، واسطه‌ای برای منافع عاطفی، جسمی و رابطه‌ای برای افراد و همتایان مهم است. بروز احساسات مثبت به دیگران مزیت‌هایی در سلامتی فرد دارد که شامل کاهش هورمون‌های استرس، کاهش کلسترول، فشار خون پایین و سیستم ایمنی قوی‌تر می‌شود. هنگامی که احساسات ابراز شده و صرفاً احساس نمی‌شوند، مزایا مورد توجه فرد قرار می‌گیرند. اگر محبت از طریق گیرنده متقابل نباشد، آثار محبت هم‌چنان در فرد دهنده احساس می‌شوند.

### روابط پدر و مادری
رفتار محبت‌آمیز اغلب به دلیل ارتباط با پاداش هورمونی، نتیجهٔ رفتار پرورشی پدر و مادر تلقی می‌شود. رفتارهای مثبت و منفی پدر و مادر را می‌توان با مشکلات سلامتی در مراحل بعدی زندگی مرتبط دانست. رفتار پرخاشگرانهٔ پدر و مادر، یک جنبهٔ رایج سلامت ضعیف در مراحل بعدی زندگی است، زیرا عدم محبت، طبیعتاً باعث ضعف در سلامت زیستی و روانی می‌شود. یک مطالعه در سال ۲۰۱۳ تأثیرات کودک آزاری و پیامد بین عدم محبت و پیوند قوی بیولوژیکی برای این‌که چگونه این تجربیات ابتدای زندگی بر سلامت جسمی تأثیر می‌گذارند را نشان داد.

## محبت‌گرایی
محبت‌گرایی یک مکتب فکری است که محبت را دارای بیش‌ترین اهمیت می‌داند. اگرچه این مکتب در فلسفه اصلی غرب یافت نمی‌شود، اما در فلسفه هند وجود دارد.